# 鎌倉公方

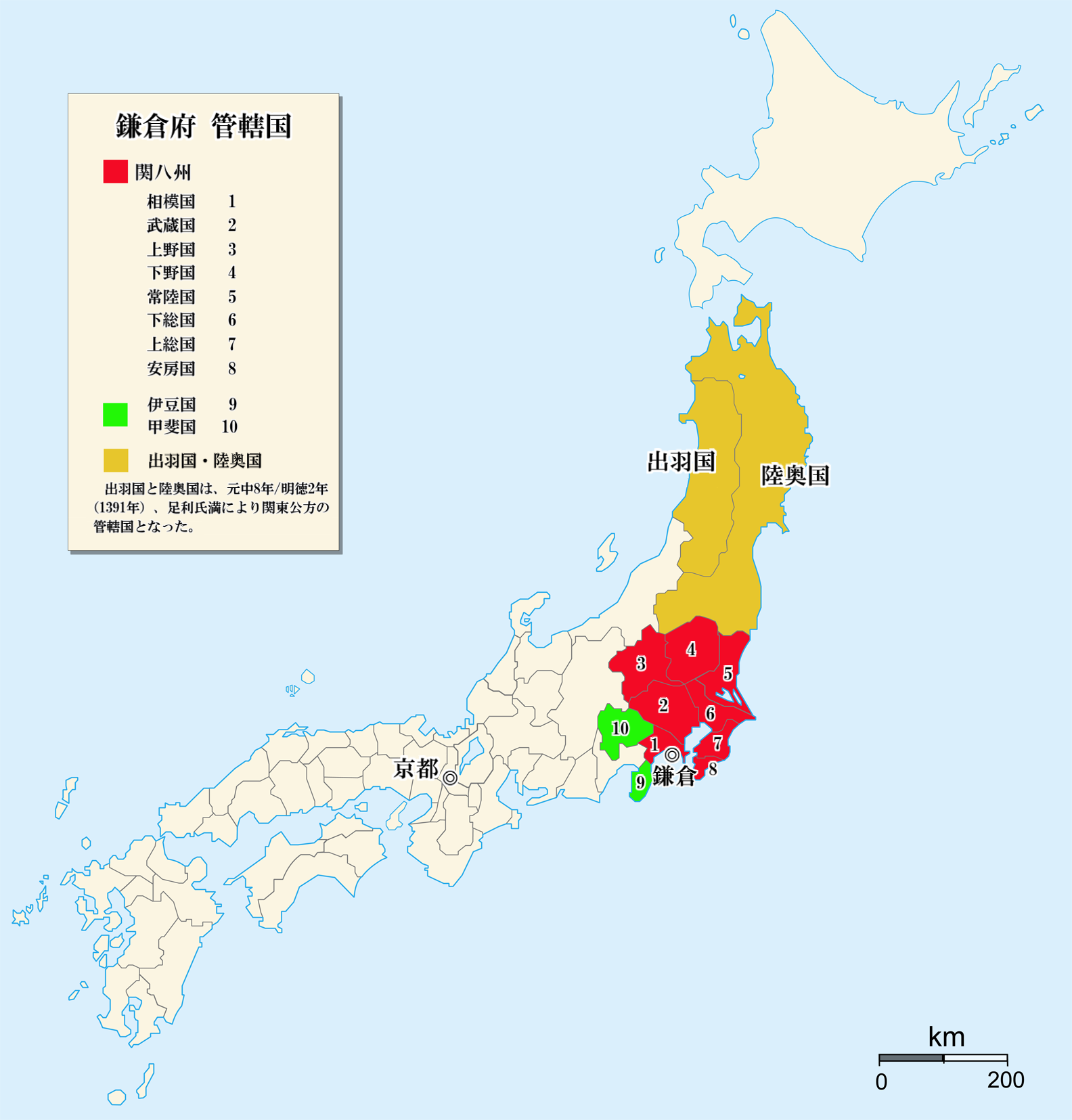
明徳2年/元中8年（1391年）時点の鎌倉公方管轄国

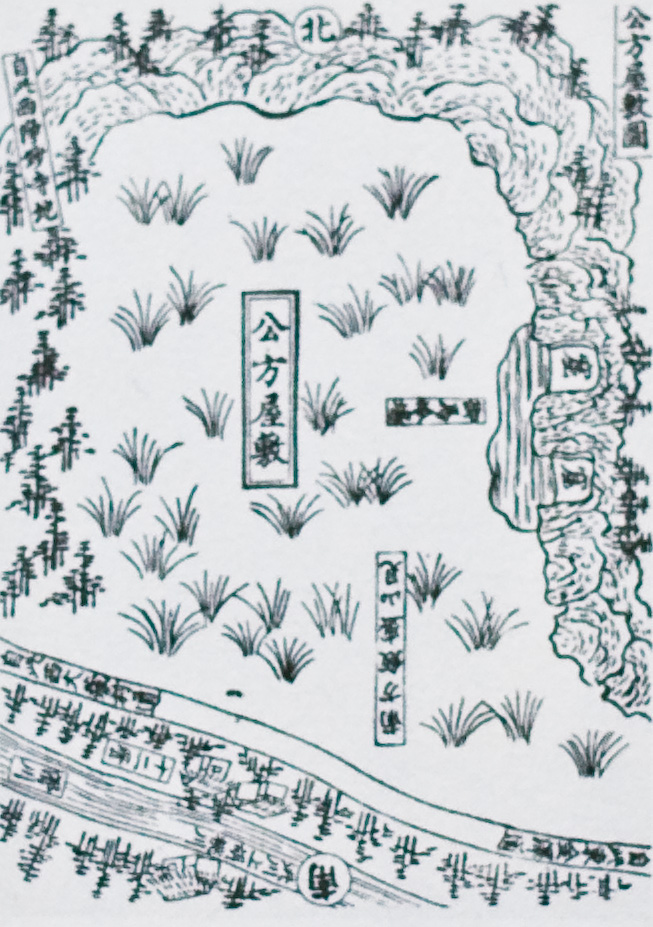
新編鎌倉志-関東公方屋敷図

鎌倉公方（かまくらくぼう）は、室町時代に京都に住む室町幕府の将軍が関東10か国を統治するために設置した鎌倉府の長官。足利尊氏の四男・足利基氏の子孫が世襲した。鎌倉公方の補佐役として関東管領が設置された。関東公方とも称する。この場合鎌倉公方の後身である古河公方も含まれる。関東10か国とは、相模・武蔵・安房・上総・下総・常陸・上野・下野・伊豆・甲斐である。
鎌倉公方は、将軍から任命される正式な幕府の役職ではなく、鎌倉を留守にしている将軍の代理に過ぎない。なお「鎌倉公方」は鎌倉公方の自称、あるいは歴史学用語であり、当時の一般呼称ではなかった。当時は鎌倉御所ないし鎌倉殿と呼ばれていた。

## 歴史

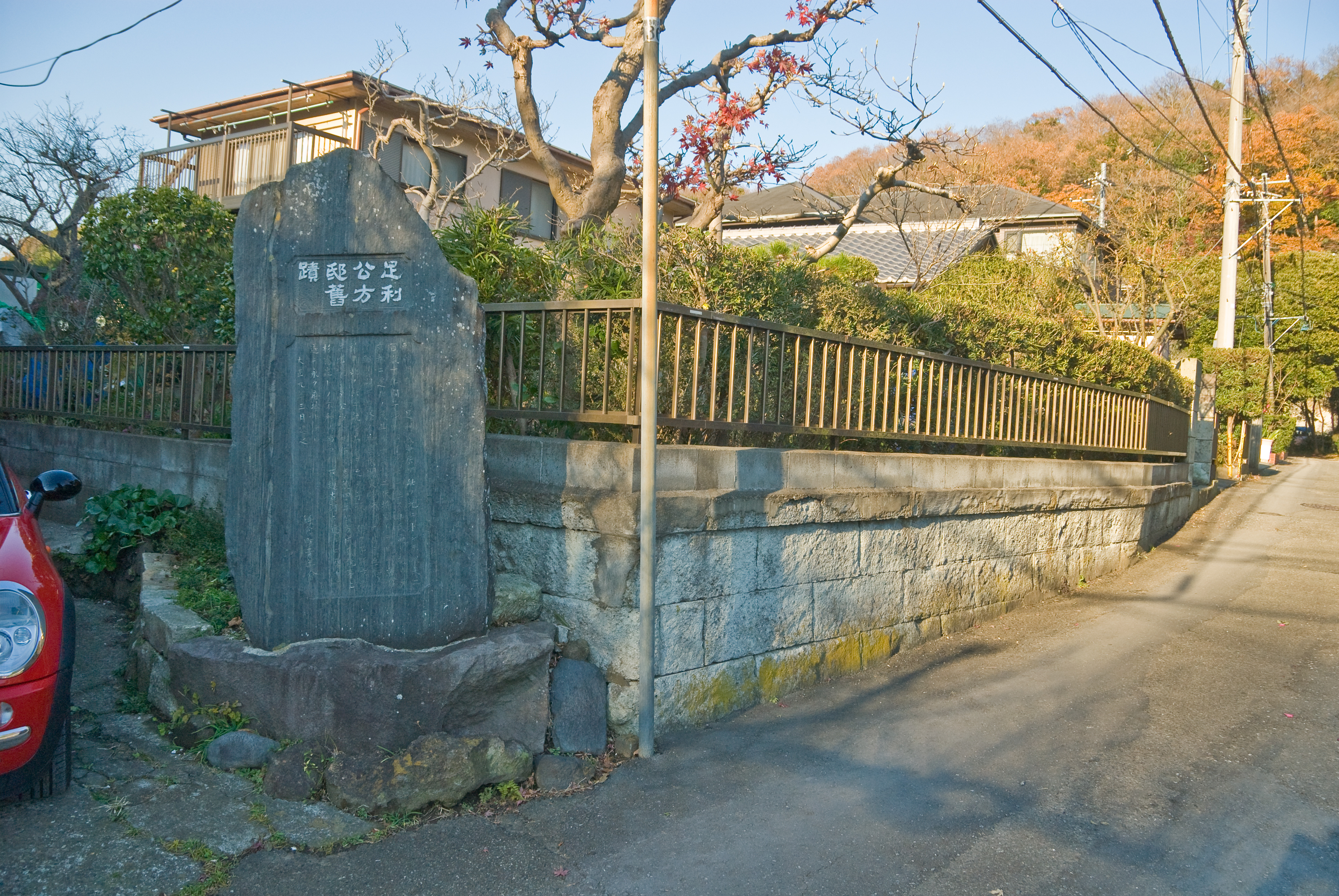
足利公方邸 旧蹟（鎌倉市浄明寺）足利公方邸は足利義兼の時代に建てられ、室町幕府が成立すると鎌倉公方の居所となった。その後、享徳の乱で焼失した。

1349年に足利尊氏と弟の足利直義が対立（「観応の擾乱」に発展）した際、直義に代わって政務を執るために上京した足利義詮の後を継いで鎌倉に下向した弟の足利基氏（尊氏の四男）を初代とする。
関東管領を補佐役として関東10か国を支配した（後に陸奥国・出羽国も管轄した）が、代を重ねるに従って京都の幕府と対立するようになった。将軍家と身分差が少なく、幕府が危機に陥るたびにそれを脅かす行動をとる傾向が強まった。1379年の康暦の政変の直前、第2代鎌倉公方足利氏満が幕府分裂の危機を察知して挙兵を企てたが、関東管領上杉憲春が諫死したことで断念した。また、1399年の応永の乱に際しては、今川貞世の仲介で大内義弘と第3代鎌倉公方足利満兼が連合を組む。一致団結して京都を攻めることが構想されたが、その前に大内義弘が戦死したため頓挫した。
永享の乱の際には関東管領上杉憲実とも対立し、第4代鎌倉公方持氏が敗れ、1439年に自害させられたことで一旦断絶した。
1447年に持氏の遺児である成氏が幕府から鎌倉公方就任を許されて復活する。後に幕府と対立した成氏が、1455年に下総国古河を本拠として「古河公方」と名乗るようになった（享徳の乱）。この乱によって鎌倉府は消滅し、古河公方は公方と近習（鎌倉府奉公衆の後身）が政務を行う体制に規模を縮小させたものの、享徳の乱終結後は関東管領とともに関東地方を支配する形態（「公方－管領体制」）を1570年代まで継続させており、北条氏が関東管領の権限を事実上掌握したあとも、関東地方の支配者としての権威を保ち続けていた。
その末裔は、後北条氏を滅ぼした豊臣秀吉により喜連川に所領を与えられ、江戸時代には喜連川氏と称し、徳川将軍家の客分という特別な立場の大名家として存続した。明治時代に足利姓に復して子爵に叙せられた。

## 名称について
実際の史料では、「関東将軍」「東将軍」などがある。また、将軍とあわせて「都鄙之将軍家」とも呼ばれた。
一説には、「鎌倉殿（公方）」の当初の正式な役職名は「関東管領」であり、上杉氏は「執事」であったが、やがて執事家が関東管領となり、本来の「関東管領家」が「鎌倉（関東）公方」となったという。しかし『鎌倉市史』によるとこれは『足利治乱記』から出た謬説とされる。『国史大辞典』でも、基氏のことを『園太暦』で「関東管領」と呼んでいるのは正式の称でなく、『武家補任』などで「鎌倉管領」と呼んでいるのも後世の書であるから信じられないとしている。

## 歴代鎌倉公方
| 代   | 名前     | 在職期間                                                                         | 備考                                                                                                   |
| ---- | -------- | -------------------------------------------------------------------------------- | --- |
| -    | 足利義詮 | 1336年（南朝：延元元年、北朝：建武3年） - 1349年（南朝：正平4年、北朝：貞和5年） | |
| 初代 | 足利基氏 | 1349年（南朝：正平4年、北朝：貞和5年） - 1367年（南朝：正平22年、北朝：貞治6年） | |
| 2代  | 足利氏満 | 1367年（南朝：正平22年、北朝：貞治6年） - 1398年（応永5年）                      | |
| 3代  | 足利満兼 | 1398年（応永5年） - 1409年（応永16年）                                           | |
| 4代  | 足利持氏 | 1409年（応永16年） - 1439年（永享11年）                                          | 永享の乱で自刃。これによって鎌倉公方は一時断絶する。                                                   |
| 5代  | 足利成氏 | 1449年（宝徳元年） - 1455年（康正元年）                                          | 1455年に下総国古河へ移り、古河公方となる。                                                             |
| -    | 足利政知 | （事実上、鎌倉公方として在職できず）                                             | 1457年、鎌倉公方として幕府より派遣されるも鎌倉に入れず。伊豆国堀越に留まったため、堀越公方と称される。 |
| -    | 足利成氏 | 1483年（文明14年） -                                                             | 1483年、幕府との和睦（都鄙和睦）により、政治的に鎌倉公方として復権するが、鎌倉には戻らなかった。       |

※これ以降は、歴代古河公方を参照。

## 関連文献
- 植田真平『鎌倉公方と関東管領』〈対決の東国史 4〉吉川弘文館、 2022年1月　ISBN　9784642068703